# Síndrome da eosinofilia-mialgia
A síndrome de eosinofilia-mialgia (SEM) é uma condição neurológica rara, às vezes fatal, ligada à ingestão do suplemento dietético L-triptofano.  O risco de desenvolver essa doença aumenta com doses maiores de triptofano e com o aumento da idade.  Algumas pesquisas sugerem que certos polimorfismos genéticos podem estar relacionados ao desenvolvimento de da doença.  A presença de eosinofilia é uma característica central, juntamente com mialgia invulgarmente grave (dor muscular).   A doença é objeto de atenção predominante por parte da reumatologia, e seu CID-10 é  M35.8. 

## Sinais e sintomas
A fase inicial aguda da doença, que dura de três a seis meses, apresenta problemas respiratórios e musculares, incluindo dor e espasmo, mas que também podem ser intensos. Fraqueza muscular não é uma característica desta fase, mas algumas pessoas experimentam rigidez muscular. Características adicionais podem incluir tosse, febre, fadiga, dor nas articulações, edema e dormência ou formigamento, geralmente nos membros, mãos e pés.  A fase crônica segue a fase aguda. A fascite eosinofílica pode se desenvolver, principalmente nos membros. Sinais do sistema nervoso central podem aparecer, incluindo dormência, sensação aumentada, fraqueza muscular e, às vezes, disfunção cardíaca ou digestiva. A fadiga está presente em algum grau, enquanto a dor muscular (que pode ser extremamente intensa) e a dispnéia continuam nessa fase.  

## Causas
Estudos epidemiológicos subsequentes sugeriram que a doença estava ligada a lotes específicos de L-triptofano fornecidos por um único grande fabricante japonês, Showa Denko.  Eventualmente, ficou claro que lotes recentes de L-triptofano da Showa Denko foram contaminados por traços de impurezas, que posteriormente foram considerados responsáveis pelo surto da doença de 1989. O L-triptofano foi produzido por uma bactéria cultivada em cubas abertas em uma fábrica de fertilizantes Showa Denko.  Embora um total de 63 vestígios de contaminantes tenha sido identificados, apenas seis deles puderam ser associados a  doença O composto EBT ("Peak E") foi o único contaminante identificável pela análise inicial, mas análises posteriores revelaram PAA , também conhecido como "UV-5") e peak 200. 
Dois dos "peaks" (substâncias, como o Peak E  Peak 200) não associados inicialmente com a doença foram posteriormente determinados como sendo ácido 3a-hidroxi-1,2,3,3a,8,8a-hexahidropirrolo-[2,3-b]-indol-2-carboxílico (pico C) e 2-(2-hidroxi indolina)-triptofano (pico FF). Estes foram caracterizados usando LC-MS de massa precisa, LC-MS/MS (Cromatografia líquida-espectrometria de massa ) e espectrometria de massa de vários estágios (MS n). 
 O último dos seis contaminantes, peak AAA/"UV-28",  sendo "o contaminante mais significativamente associado a doença tem sido caracterizado como dois isômeros de cadeia relacionados; peak AAA 1, ácido propanóico, uma condensação produto entre L-triptofano e ácido 7-metilnonanóico e peak AAA 2, ácido propanóico, um condensado entre L-triptofano e ácido decanóico. 
Nenhuma relação consistente jamais foi firmemente estabelecida entre qualquer vestígio de impureza específica ou impurezas identificadas nesses lotes e os efeitos da doença. Embora o EBT (substância peak E) em particular tenha sido frequentemente apontado como o culpado, não há associação estatisticamente significativa entre os níveis dessa substãncia e da doença. Dos 63 vestígios de contaminantes, apenas os dois compostos AAA apresentaram uma associação estatisticamente significativa com casos da doença(com um valor p. de 0,0014). 
Como a maioria das pesquisas se concentrou em tentativas de associar contaminantes individuais à doença, há uma falta comparativa de pesquisas detalhadas sobre outros possíveis fatores causais ou contribuintes. O próprio triptofano tem sido implicado como um fator contributivo potencialmente importante na doenla.  Embora os críticos dessa teoria tenham argumentado que essa hipótese falha em explicar os relatórios quase ausentes da doença e depois do surto,  não leva em conta o aumento rápido e repentino no uso de triptofano imediatamente antes do surto da doença. Além disso, o surto de 1989 e ignora a forte influência do legado do surto de da doença e a proibição estendida da FDA sobre o uso posterior de triptofano. Crucialmente, isso também ignora a existência de vários casos da doença que se desenvolveram antes e depois da epidemia primária, incluindo pelo menos um caso em que o triptofano foi testado e não continha os contaminantes encontrados nos lotes contaminados de triptofano da Showa Denko (empresa), bem como casos com outros suplementos induzindo a doença, e até mesmo um caso da doença induzido pela ingestão excessiva de L-triptofano na dieta por meio do consumo excessivo de castanha de caju.  
Uma importante análise canadense localizou um número de pacientes que atenderam aos critérios do CDC para a doença, mas nunca foram expostos ao triptofano, o que "põe em questão as interpretações causais de estudos anteriores".  Outros estudos destacaram inúmeras falhas importantes em muitos dos estudos epidemiológicos sobre a associação de triptofano com a doença, que lançam sérias dúvidas sobre a validade de seus resultados.  Como o FDA concluiu, "outras marcas de L-triptofano, ou o próprio L-triptofano, independentemente dos níveis ou presença de impurezas, não poderiam ser eliminadas como causais ou contribuintes para o desenvolvimento da doença". Mesmo estudos em animais sugeriram que o próprio triptofano "quando ingerido por indivíduos suscetíveis sozinho ou em combinação com algum outro componente do produto, resulta em características patológicas na doença". 
Na época do surto, a Showa Denko (empresa) havia feito recentemente alterações em seus procedimentos de fabricação que se pensava estarem ligadas à possível origem dos contaminantes detectados nos lotes afetados de triptofano. Uma mudança importante foi a redução da quantidade de carvão ativado usado para purificar cada lote de vinte quilos para apenas 10 quilos. Uma parte dos lotes contaminados também havia ignorado outra etapa de filtração que usava osmose reversa para remover certas impurezas.  Além disso, a cultura bacteriana usada para sintetizar o triptofano era uma cepa de Bacillus amyloliquefaciens que havia sido geneticamente modificadapara aumentar a produção de triptofano. 
Embora as quatro gerações anteriores da cepa geneticamente modificada tenham sido usadas sem incidentes, a quinta geração usada para os lotes contaminados foi considerada uma possível fonte das impurezas detectadas. Isso tem sido mal utilizado para argumentar que a própria engenharia genética foi a principal causa da contaminação, uma postura que foi fortemente criticada por ignorar as outras causas conhecidas de contaminação não transgênica, bem como por seu uso por ativistas anti-transgênicos como um forma de ameaçar o desenvolvimento da biotecnologia com informações falsas.  
A redução na quantidade de carvão ativado usado e a introdução do Bacillus amyloliquefaciens de quinta geração foram ambos associados com o desenvolvimento da doença, mas devido à alta sobreposição dessas mudanças, a contribuição independente precisa de cada mudança não pôde ser determinada (embora o desvio da filtração por osmose reversa para certos lotes tenha sido determinado não ser significativamente associados aos lotes contaminados de triptofano).  Enquanto Showa Denko (empresa) reivindicava uma pureza de 99,6%, observou-se que "as quantidades dos conhecidos contaminantes associados a doença, como as substâncias EBT e PAA, eram notavelmente pequenas, da ordem de 0,01%, e poderiam facilmente escapar da detecção". 

### Resposta regulatória
A FDA afrouxou suas restrições à venda e comercialização de triptofano em fevereiro de 2001,  mas continuou a limitar a importação de triptofano não destinado a um uso isento até 2005. 

## Diagnóstico
Um profissional de saúde diagnosticará a síndrome de eosinofilia-mialgia após um exame físico e testes de diagnóstico. Durante este exame, se verificará:
- Uma alta contagem de eosinófilos de uma pequena amostra de seu sangue.
- Dor muscular.

Os testes para diagnosticar esta condição podem incluir vários exames de sangue para descartar condições com sintomas semelhantes. Podem ser feitas perguntas sobre o histórico médico do paciente e os suplementos que toma, especialmente para confirmar se eles contêm L-triptofano ou 5-HTP. 

## Tratamento
Não existe um tratamento específico para a síndrome de eosinofilia-mialgia. Seu médico oferecerá um plano de tratamento personalizado para ajudá-lo a controlar seus sintomas. Isso pode incluir tomar os seguintes medicamentos: 
- Relaxantes musculares.
- Analgésicos (analgésicos).
- Diuréticos.
- Corticosteróides. [8]

É importante que se verifiquem os rótulos de todos os suplementos que o paciente toma e verificar os ingredientes, pois, se algum deles contiver L-triptofano ou 5-HTP, é importante que cesse a ingestão desse suplemento ou alimento.  Com base na gravidade da dor muscular, o médico poderá pedir que o paciente limite sua atividade física para evitar desconforto. Embora isso possa funcionar para alguns, outros podem achar que atividades leves frequentes durante o tratamento podem ajudar a reduzir a dor. 

## História
O primeiro caso de síndrome de eosinofilia-mialgia foi relatado aos Centros de Controle e Prevenção de Doenças (CDC) em novembro de 1989, embora alguns casos tenham ocorrido 2 a 3 anos antes disso.  No total, mais de 1.500 casos de doença foram relatados ao CDC, bem como pelo menos 37 mortes associadas a doença. Após a investigação preliminar revelar que o surto estava ligado à ingestão de triptofano, a Food and Drug Administration (FDA) dos EUA retirou os suplementos de triptofano em 1989 e proibiu a maioria das vendas públicas em 1990, com outros países seguindo o exemplo. Essa restrição do FDA (a ANVISA dos EUA) foi afrouxada em 2001 e totalmente suspensa em 2005.  Desde a proibição inicial do L-triptofano, um metabólito normal do composto em mamíferos, o 5-hidroxitriptofano (5-HTP) tornou-se um popular suplemento dietético substituto. 